# Juan Carlos de Borbón

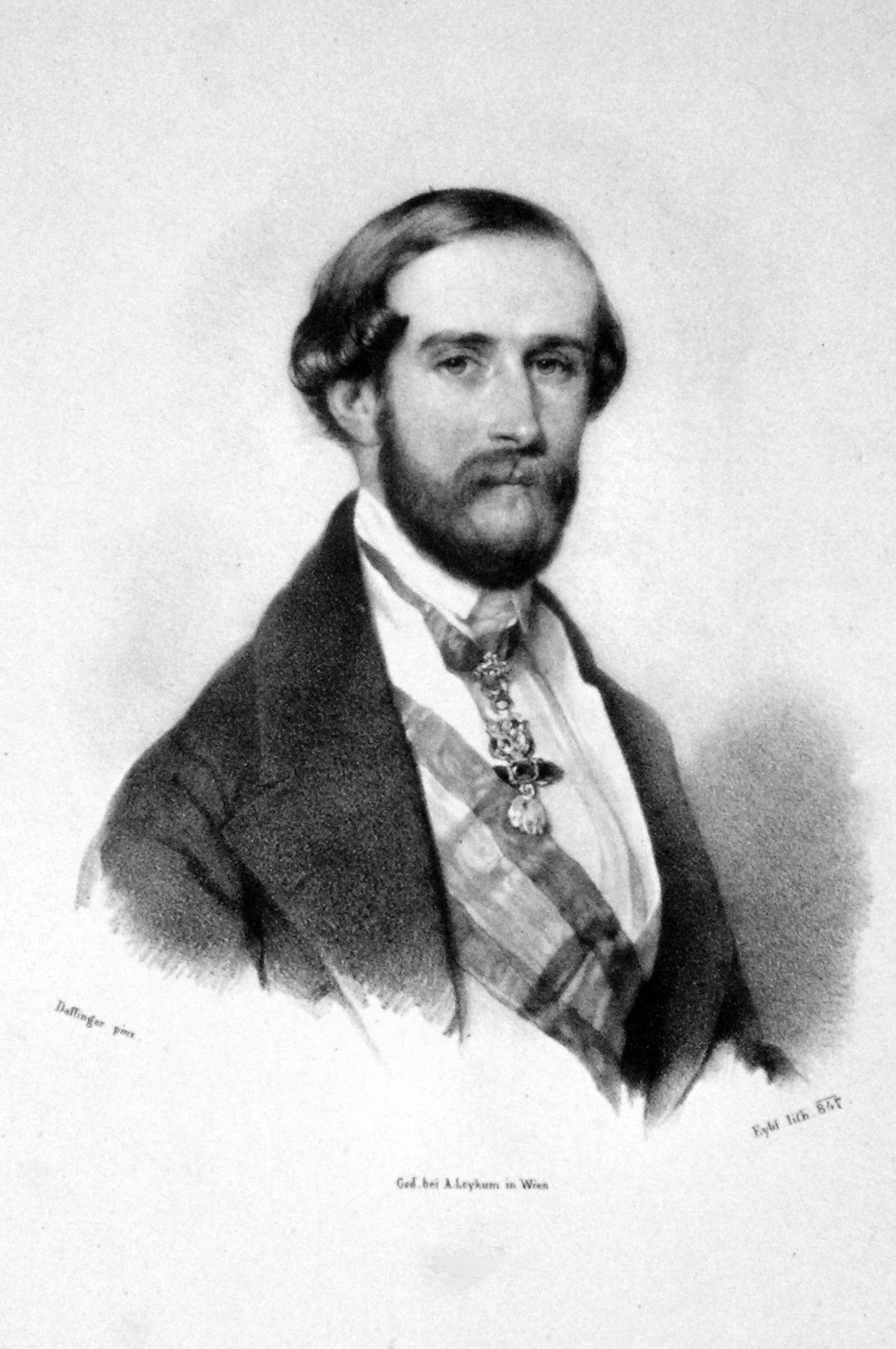
Juan de Borbón y Bragança

Juan de Borbón y Bragança

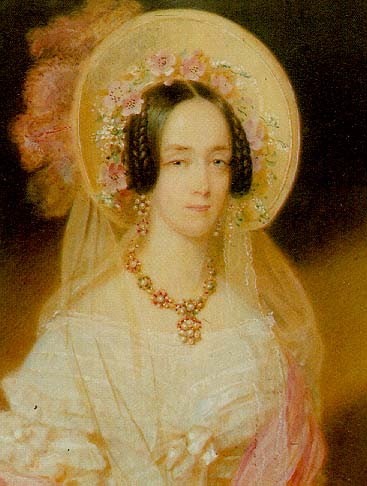
Erzherzogin Maria Beatrix von Österreich-Este

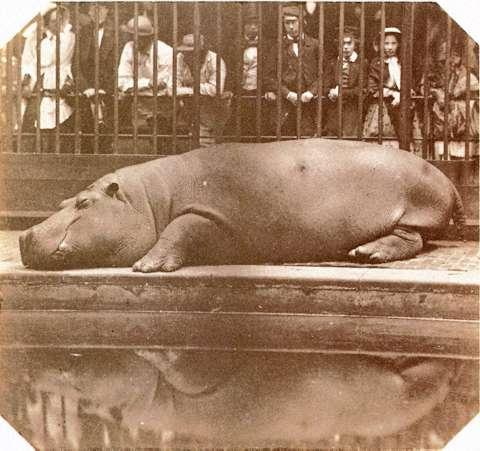
Ein Hobby von Juan war das Fotografieren – Flusspferd Obaysch im Londoner Zoo, 1852

Juan (III.) Carlos Maria Isidro de Borbón y Bragança (* 15. Mai 1822 im Palacio Real de Aranjuez bei Madrid; † 21. November 1887 in Brighton) war Graf von Montizón. Er wurde 1860 carlistischer Prätendent auf den spanischen Thron, wurde aber wegen der liberalen Neigungen zur Abdankung gezwungen. Ab 1883 wurde er von den französischen Legitimisten als rechtmäßiger König angesehen, beanspruchte jedoch selbst nie diesen Titel.

## Leben

### Herkunft und frühe Jahre
Juan war der zweite Sohn von Carlos María Isidro de Borbón (1788–1855), Infant von Spanien und Graf von Molina, und seiner Frau Infantin Maria Francisca de Bragança (1800–1834), dritte Tochter des portugiesischen Königs Johann VI. und Infantin Charlotte Johanna von Spanien. Seine Großeltern väterlicherseits waren der spanische König Karl IV. und Prinzessin Maria Luise von Bourbon-Parma. Zusammen mit seinen Brüdern Carlos (V.) Luis und Ferdinand wuchs er in Spanien, Portugal, Italien und England auf.
1830 hob sein Onkel, König Ferdinand VII., das innerhalb der Königsfamilie geltende Salische Gesetz zugunsten seiner Tochter Isabella wieder auf. Dies führte zum Konflikt zwischen den Anhängern der neuen Regelung und den Vertretern der hergebrachten männlichen Thronfolge, den so genannten Carlisten. Juans Vater Carlos sah in Ferdinands Beschluss einen Raub seiner Thronansprüche; so kam es nach Ferdinands Tod 1833 zum ersten Carlistenkrieg.
Im März 1833 zogen Juans Eltern mit ihren Söhnen nach Portugal und im Juni 1834 nach England, wo seine Mutter im September starb. Die Brüder blieben über die ersten Carlistenkriege in England und bekamen dort ihre Erziehung. Am 15. Januar 1837 verabschiedeten die Cortes ein Gesetz, welches von der Regentin Maria Christina bestätigt wurde, das seinen Vater und dessen Nachfolger von der spanischen Thronfolge ausschloss und ihnen das Tragen des Titels „Infant von Spanien“ untersagte.

### Carlistischer Prätendent
An dem von seinem älteren Bruder Carlos (VI.) geführten Carlistenkrieg von 1860 nahm Juan nicht teil. Am 21. April wurden Carlos und sein ihn begleitender Bruder Fernando von den Truppen von Königin Isabella II. gefangen genommen und zum Thronverzicht genötigt. Der Bericht hierüber veranlasste einen Zwiespalt in der carlistischen Partei. Juan protestierte gegen die erzwungene Thronentsagung seiner Brüder und veröffentlichte am 2. Juni 1860 eine Erklärung, worin er, unter dem Titel eines Grafen von Montizón, als Juan III. selbst Anspruch auf den spanischen Thron erhob. Nach ihrer Freilassung widerriefen seine Brüder ihre Verzichtserklärung, starben aber bereits im Januar 1861. Juan trat in zahlreichen Manifesten als liberaler Prätendent auf, indem er sich für das allgemeine Wahlrecht aussprach und den Spaniern Verbesserungen versprach. Auch verzichtete er zugunsten Viktor Emanuels II. auf die eventuellen Rechte seiner Familie auf die Krone beider Sizilien. Doch fand er in Spanien nur wenige Anhänger.
In den frühen 1860er Jahren begann die Popularität von Königin Isabella zu sinken. Vielen Carlisten nahmen an Juans liberalen Ansichten Anstoß und warfen ihm vor, er verfüge zwar über „Legitimität durch Abstammung“, nicht aber über „Legitimität durch Taten“. Auf ihr Drängen gab Juan schließlich in Paris am 3. Oktober 1868 zugunsten seines älteren Sohns Carlos María de los Dolores seinen Thronanspruch auf. Sein Sohn versuchte, durch den dritten und letzten Carlistenkrieg den Thron zurückzugewinnen.

### Spätere Jahre
Nach seinem Verzicht lebte Juan meist in England, wo er sich in der Nähe von Brighton niederließ. Als Graf von Montagu lebte er mit einer Engländerin zusammen, aus dieser Verbindung gingen zwei Kinder hervor.
Am 24. August 1883 starb Henri d’Artois, comte de Chambord (1820–1883), den die französischen Legitimisten seit 1836 bzw. 1844 als König Heinrich V. von Frankreich ansahen. Da Chambord außer einer illegitimen Tochter keine Nachkommen hinterließ, erlosch mit ihm die ältere Linie der Bourbonen. Daraufhin ging die alte bourbonische Thronfolge auf die spanischen Bourbonen über und somit auf Juan de Borbón, den rangnächsten Nachfahren von Henri's Ururururgroßvater Louis („der große Dauphin“). Die Legitimisten proklamierten ihn als Jean III., König von Frankreich und Navarra; er hat diesen Titel indessen niemals öffentlich beansprucht.
Juan (III.) Carlos Maria Isidro de Borbón y Bragança starb am 21. November 1887 in Brighton und wurde in der Kathedrale von San Giusto (carlistischer Escorial) zu Triest bestattet.

## Ehe und Nachkommen
Am 6. Februar 1847 heiratete Juan Graf von Montizón in Modena die Erzherzogin Maria Beatrix von Österreich-Este (1824–1906), jüngere Tochter von Erzherzog Franz IV., Herzog von Modena, und Prinzessin Maria Beatrix von Savoyen. Aus der Ehe gingen zwei Söhne hervor:
- Carlos María de los Dolores (1848–1909), Herzog von Madrid

⚭ 1867 Prinzessin Margarethe Maria von Bourbon-Parma (1847–1893)
⚭ 1894 Prinzessin Marie Bertha de Rohan (1860–1945)
- Alfonso Carlos (1849–1936), Herzog von San Jaime

⚭ 1871 Prinzessin Maria de las Nieves von Portugal
Zuerst wohnte das Ehepaar in Modena, bis es wegen der Revolution von 1848 über Österreich nach England floh. 1850 trennte sich das Ehepaar; Maria Beatrix kehrte nach Modena zurück.

## Titel, Orden und Ehren
- Träger des Orden vom Goldenen Vlies